# Romée Leuchter
Romée Leuchter, née le 12 janvier 2001 à Heerlen, est une footballeuse internationale néerlandaise. Elle évolue actuellement au poste d'attaquante au Paris Saint-Germain.

## Biographie

### En club
Romée Leuchter quitte le PSV pour rejoindre l'Ajax Amsterdam à l'été 2021. Elle marque un doublé lors de son premier match face à son ancienne équipe.
En septembre 2022, elle inscrit un doublé face à Arsenal pour permettre à l'Ajax d'accrocher le match nul (2-2) lors du deuxième tour de qualification aller de Ligue des champions. La saison suivante, au même stade de la compétition, l'Ajax affronte le FC Zurich, et Leuchter emmène les Ajacides vers la qualification en marquant un triplé au match aller et un doublé au match retour.

### En sélection
Avec les Oranjeleeuwinnen, Romée Leuchter participe à l'Euro 2022. Lors du dernier match de poules, elle marque un doublé face à la Suisse.

## Palmarès
PSV Eindhoven
- Coupe des Pays-Bas (1) :
  - Vainqueure en 2021

 Ajax Amsterdam
- Championnat des Pays-Bas (1) :
  - Championne en 2023
- Coupe des Pays-Bas (1) :
  - Vainqueure en 2022